# وزارة الشؤون الخارجية (إيران)

شعار وزارة الخارجية الإيرانية

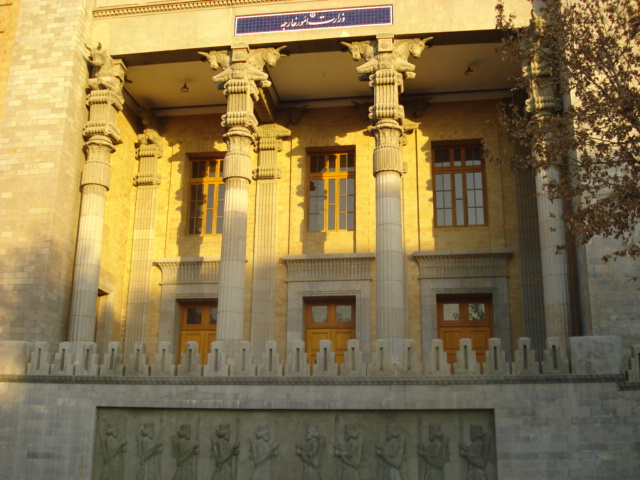
البوابة الرئيسية لمبنى وزارة الخارجية الإيرانية

وزارة الشؤون الخارجية الإيرانية (بالفارسية: وزارت امور خارجه)، هي وزارة في الحكومة الإيرانية مسؤولة عن الشئون الخارجية في إيران.

## تاريخ
أول وزير خارجية لإيران في التاريخ هو ميرزا عبدالوهاب خان، والذي عمل في عهد الدولة القاجارية مابين عام 1821 إلى 1823م، وحاليًا يشغل على باقري هذا المنصب بالإنابة و ناصر الکناني المتحدث باسم الوزارة.

## المواضيع التي تهم الخارجية
أعلنت وزارة الخارجية الإيرانية أن البرنامج النووي مستمر بتاريخ 5 سبتمبر 2013.

## مبنى الوزارة

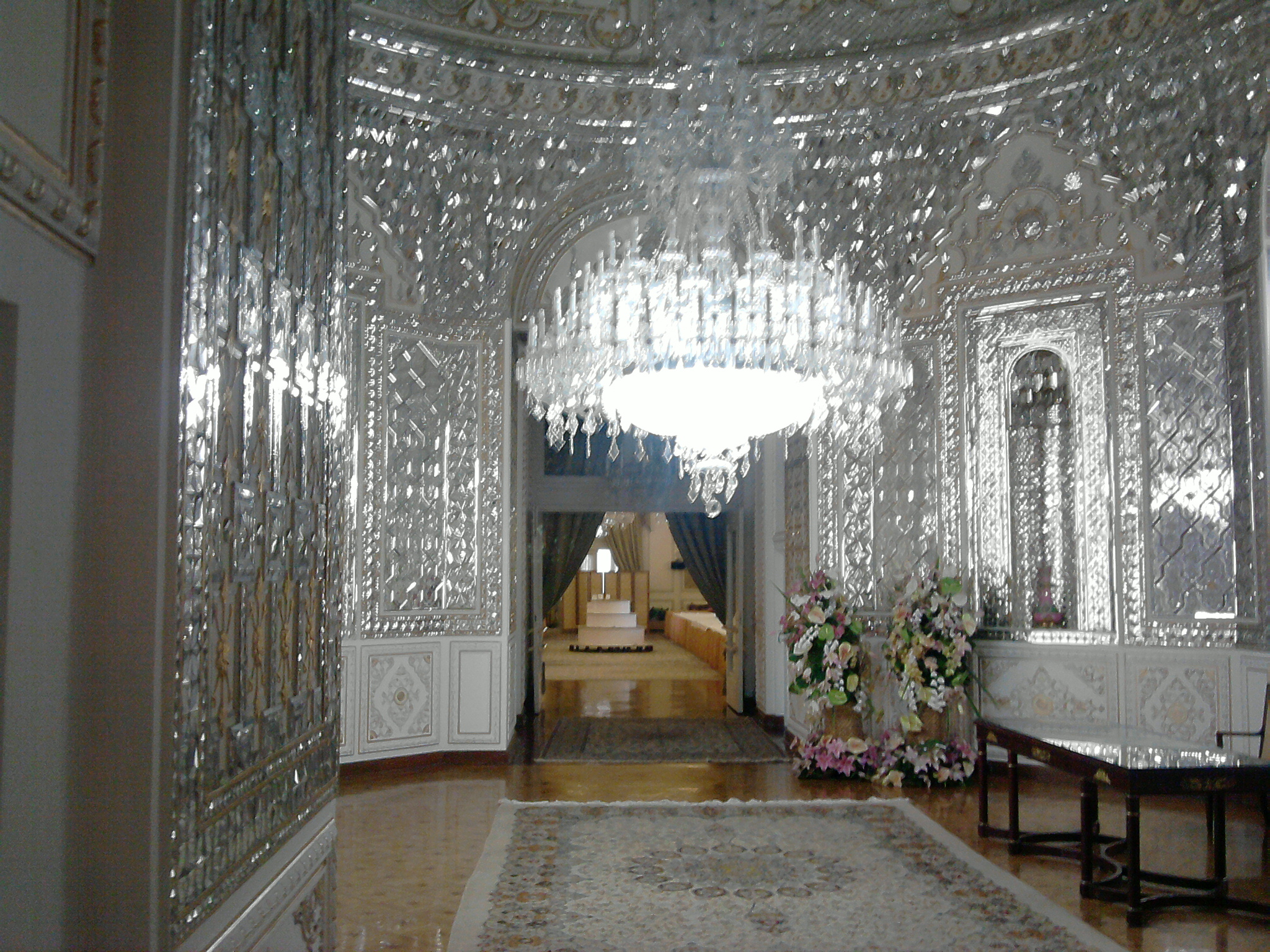
مبنى الوزارة من الداخل

تم بناء مبنى وزارة الخارجية الإيرانية سنة 1939م في عهد رضا بهلوي.

## المسؤلون

### المتحدثون بإسم الوزارة
| الاسم             | الفترة                         | الوزير                               |
| ----------------- | ------------------------------ | ------------------------------------ |
| ناصر الكناني      | 27 يونيو 2022 - الآن           | حسين أمير عبد اللهيان على باقري      |
| سعيد خطيب زاده    | 16 أغسطس 2020 - 27 يونيو 2022  | محمد جواد ظريف حسين أمير عبد اللهيان |
| عباس موسوي        | 12 أبريل 2019 - 16 أغسطس 2020  | محمد جواد ظريف                       |
| بهرام قاسمي       | 19 يونيو 2016-12 أبريل 2019    | محمد جواد ظريف                       |
| حسين جابري أنصاري | 8 نوفمبر 2015 - 19 يونيو 2016  | محمد جواد ظريف                       |
| مرضية أفخم        | 1 سبتمبر 2013 -8 نوفمبر 2015   | محمد جواد ظريف                       |
| عباس عراقجي       | 11 مايو 2013 - 30 أغسطس 2013   | محمد جواد ظريف                       |
| رامين مهمانبرست   | 12 أكتوبر 2009-11 مايو 2013    | علي أكبر صالحي                       |
| حسن قشقاوي        | 21 يوليو 2008 - 12 أكتوبر 2009 | منوشهر متكي                          |
| محمد علي حسيني    | 10 سبتمبر 2006 - 21 يوليو 2008 | منوشهر متكي                          |
| حميد رضا آصفي     | 25 أغسطس 1998 - 10 سبتمبر 2006 | كمال خرازي منوشهر متكي               |
| محمود محمدي       | 1991 - 1998                    | كمال خرازي علي أكبر ولايتي           |
| مرتضى سرمادي      | 1981 - 1991                    | علي أكبر ولايتي                      |

### مسؤولون آخرون
- رضا نجفي، نائب الوزير للشؤون القانونية والدولية.[4]
- مهدي سفاري، نائب الوزير للشؤون الدبلوماسية الاقتصادية.[5]
- محمد فتح على، نائب الوزير الشؤون الإدارية والمالية.[5]
- علي رضا بكديلي، نائب الشؤون القنصلية والبرلمانية الإيرانية.[6]